# Room 93
Room 93 je debutový extended play americké zpěvačky a skladatelky Halsey. Byl vydán 27. října 2014 u Astralwerks. EP bylo znovu vydáno v digitální podobě 9. března 2015 a obsahovalo novou verzi písně „Ghost“, která se později také objevila na zpěvaččině debutovém albu Badlands. Zvuk EP má své kořeny v electropopu. Digitální remix EP, který představoval tři remixy písní „Hurricane“, „Ghost“ a „Trouble“, byl vydán 3. března 2015. Spolu s remix EP, bylo vydáno také One Mic, One Take EP. Píseň „Trouble (Stripped)“ se objevila v promu epizody „Best Laid Plans“ seriálu Once Upon a Time.

## Seznam skladeb
| Pořadí | Název              | Autor                                                       | Producent(i)     | Délka |
| ------ | ------------------ | ----------------------------------------------------------- | ---------------- | ----- |
| 1.     | Is There Somewhere | Ashley Frangipane                                           | Dylan Bauld      | 3:31  |
| 2.     | Ghost              | Frangipane Dylan Scott                                      | Scott            | 2:32  |
| 3.     | Hurricane          | Frangipane Tim Anderson                                     | Anderson         | 3:03  |
| 4.     | Empty Gold         | Frangipane Chris Braide Andy Tongren Scott Christian Medice | Jim Eliot Medice | 4:18  |
| 5.     | Trouble (Stripped) | Frangipane Chris Braide                                     | Chris Braide     | 3:34  |